# Candler Building (Nueva York)
El Candler Building es un edificio histórico ubicado en Nueva York, Nueva York. El Edificio Candler se encuentra inscrito  en el Registro Nacional de Lugares Históricos desde el 8 de julio de 1982. En la planta baja alberga uno de los McDonald's más grandes del mundo. 

## Descripción
El Candler Building fue construido entre 1912 y 1914 por el propietario y magnate de Coca-Cola Asa Griggs Candler de Atlanta. Consiste en una sección de 24 pisos de cinco bahías que da a la calle 42 y una sección de 17 pisos de tres bahías que da a la calle 41.
La fachada principal en la calle 42 consta de una base de tres pisos, una sección media del cuarto al 17 y una corona del 18 al 24. Cuenta con terracota blanca alrededor de las ventanas arqueadas en la fachada de la calle 42. Fue uno de los últimos rascacielos construidos antes de la Ley de Zonificación de 1916, que requirió retranqueos. : 2–4 
El Candler Building fue incluido en el Registro Nacional de Lugares Históricos en 1982.
El edificio solía albergar el Teatro Sam H. Harris, que tuvo producciones teatrales de 1914 a 1933, y fue una sala de cine en la década de 1970, y luego se demolió alrededor de 1996.